# 운주사지
화순 운주사지(和順雲住寺址)는 사적 제312호로 대한민국 전라남도 화순군 도암면 영구산 기슭에 있던 절터이다.
신라 때 고승 아도화상(阿道和尙)이 창건하였으며 2백 년 뒤에 도선국사(道詵國師)가 다시 세웠다고 한다. 여기에 사각 석실 미륵불·9층 석탑·원형 연화탑 등 석탑 15기, 큰 와석불(臥石佛)을 포함한 석불 100여 좌 등 대유물군(大遺物群)이 마치 노천 박물관처럼 자리잡고 있다. 속칭 운주사(雲舟寺)라고도 한다.

## 개요
도선국사가 하룻밤 사이에 천불천탑을 세웠다는 전설을 간직하고 있는 운주사는 나지막한 야산 분지에 있는 고려시대의 절터이다.
절을 처음 지은 연대는 정확히 알지 못하나, 고려 중기에서 말기까지 매우 번창했던 사찰로 보이며, 15세기 후반에 다시 크게 지어졌다가 정유재란으로 폐찰되었다. 운주사(雲住寺)는 ‘구름이 머무는 곳’이라는 뜻을 지니고 있는데, ‘배를 움직인다’는 뜻의 운주사(運舟寺)로 불리기도 한다.
현재 돌부처 70구와 석탑 18기만이 남아 있으나, 조선 초기까지는 천 여 구의 불상과 탑이 있었던 것으로 여겨진다. 산과 들에 흩어져 있는 70여 구의 돌부처들은, 수 십 cm에서 10m 이상의 거대한 돌부처까지 그 크기가 매우 다양하다. 평면적이면서 토속적인 생김새에 어색하고 균형이 잡히지 않은 신체 구조는 고려시대 지방적인 특색을 잘 보여주고 있다.
석탑 또한 그 모양이나 무늬의 표현방식이 매우 독특하여, 3층·5층·7층 등 층수도 다양하다. 둥근 공모양의 원형탑이나 호떡 모양의 돌을 올려놓은 듯한 원판형탑 등 특이한 모양의 탑도 있다. 또한 탑의 표면에 ‘Ｘ’, ‘◇’, ‘川’과 같은 기하학 무늬들이 새겨 있어 특이하다.
운주사에는 누운 부처(와불)가 있어 유명하다. 도선이 천불천탑을 하룻밤에 세울 때 맨 마지막으로 와불을 일으켜 세우려고 했는데, 공사에 싫증난 동자승이 닭이 울었다고 거짓말을 하여 불상을 세우지 못하였다는 전설이 전해진다.
운주사는 특이한 돌부처와 석탑이 모두 한 절 안에 있다는 점에서 천불천탑에 대한 독특한 신앙을 보여주는 좋은 예로서 우리나라 미술사와 불교사 연구에 중요한 곳이다.

## 현지 안내문
운주사는 석불과 석탑이 여기저기 자리하고 있는 특이한 사찰이다. 현재는 석불 100여구와 석탑 21기 밖에 남아있지 않지만 1530년에 편찬된 신증 동국여지승람에는 석불, 석탑이 각 1천구씩이 있다고 기록된 것으로 보아 조선 초기까지는 실재했을 것이다. 여러 종류의 석불상은 10m의 거불에서부터 수십 cn의 소불에 이르기까지 산과 들에 흩어져 있다. 이들 불상은 대개 비슷한 양식을 보여주고 있는데 평면적이고 토속적인 얼굴모양, 돌기둥 모양의 신체, 어색하고 균형이 잡히지 않은 팔과 손, 거칠고 규칙적인 옷주름, 두툼한 돌다듬 기법 등은 운주사에 있는 불상만의 독특한 모습이다. 이러한 특징은 고려시대에 지방화된 석불상 양식과 비슷한 경향을 보여주고 있어서 흥미롭다. 석탑 21기도 산이나 들 여기저기에 즐비하게 서 있는데 전형적인 석탑 이외에도 구형탑, 원판형탑 같이 특이한 탑도 있으며 3층, 5층 , 7층 9층 등 층수도 다양하다. 일반적인 사각형 탑들은 탑신의 너비가 좁고 높이가 높으며 옥개석이 평면적이어서 고려석탑의 모습을 나타내고 있다. 또한 기단이나 탑신석의 면석에  Ｘ, ◇, 川과 같은 기하학 무늬들이 돋을새김과 선새김 등으로 새겨져 있는 점이 특징이다. 이러한 무늬를 사용한 것은 불상의 기하학적 주름과 더불어 큰 특징으로 주목된다. 이처럼 특이한 석불, 석탑이 한 절에 수십기씩 봉안되어 있는 것은 우리나라에서는 유일한 예로 천불천탑에 대한 독특한 신앙을 보여 주는 유적으로 높이 평가되며, 아울러 불교 미술사 연구에 크게 이바지할 것으로 생각된다. 또한 운주사는 1984년부터 1991년까지 네 차례의 발굴조사를 하였지만 정확한 창건시대와 창건세력, 조성배경에 대한 구체적인 사실을 밝히지 못하여 여전히 신비로운 사찰로 남아 있다.

## 참고 자료
- 운주사지 - 국가유산청 국가유산포털
- 이 문서에는 다음커뮤니케이션(현 카카오)에서 GFDL 또는 CC-SA 라이선스로 배포한 글로벌 세계대백과사전의 내용을 기초로 작성된 글이 포함되어 있습니다.